# Synagoge (Hettenleidelheim)
Die Synagoge in Hettenleidelheim wurde 1854 in einem Gebäude aus dem 18. Jahrhundert in der Borngasse (heutige Hauptstraße 118) errichtet. Nach der Auflösung der Kultusgemeinde 1896 wurde die Synagoge nicht mehr genutzt und 1898 an einen Geschäftsmann verkauft. Bis heute wurde das Gebäude mehrfach umgebaut und wird als Wohnhaus genutzt.

## Synagoge
Bis 1854 besaß die jüdische Kultusgemeinde keine eigene Synagoge. Die Mitglieder besuchten bis zu diesem Zeitpunkt die Gottesdienste in der Synagoge Wattenheim. 1854 richtete die Kultusgemeinde in einem Gebäude aus dem 18. Jahrhundert in der Borngasse (heutige Hauptstraße 118) die Synagoge ein. Es handelte sich um einen einfachen eingeschossigen Bau mit einem Gewölbekeller und zwei Fenstern zur Straßenseite hin. Der Betsaal diente zugleich als Schulsaal und Wohnung des Vorbeters. Nachdem die jüdische Kultusgemeinde 1896 aufgrund geringer Mitgliederzahlen aufgelöst worden war, wurde das Gebäude 1898 an einen örtlichen Metzger verkauft. Bis heute wurde das Gebäude mehrfach umgebaut. Unter anderem wurde es um ein Obergeschoss erweitert. Dass es sich bei dem Gebäude um die ehemalige Synagoge handelt ist heute nicht mehr erkenntlich. Ein am Gebäude angebrachtes Hinweisschild führt die Besitzer des Gebäudes seit 1730 auf. Zudem werden dort als Verwendungszweck bis 1924 eine Metzgerei, eine Schuhmacherei und die jüdische Schule aufgeführt. Ein Hinweis auf den Betsaal fehlt dort. Das Gebäude wird heute als Wohnhaus genutzt.

## Jüdische Gemeinde Hettenleidelheim
Die jüdische Kultusgemeinde in Hettenleidelheim bestand vom Anfang des 18. Jahrhunderts bis 1896. Ab diesem Zeitpunkt gehörten die jüdischen Einwohner zur jüdischen Gemeinde Wattenheim und als diese 1930 aufgelöst wurde zur jüdischen Gemeinde Eisenberg.